# Bleed the Fifth
 (mai 2017).
Si vous disposez d'ouvrages ou d'articles de référence ou si vous connaissez des sites web de qualité traitant du thème abordé ici, merci de compléter l'article en donnant les références utiles à sa vérifiabilité et en les liant à la section « Notes et références ».
Albums de Divine Heresy
Bringer of Plagues
(2009)
Singles
1. Failed Creation
Sortie : 2007
2. Savior Self
Sortie : 2007
3. Bleed the Fifth
Sortie : 2008

Bleed the Fifth est le premier album studio du groupe de heavy metal américain Divine heresy, sorti aux États-Unis le 28 août 2007.

## Présentation
Il s'est vendu à environ 2 700 exemplaires durant la première semaine de sortie.
Le nom de l'album est une référence au système judiciaire américain et, plus précisément, un jeu de mots concernant le cinquième amendement de la Constitution des États-Unis. En anglais, To plead the Fifth Amendment (Pour plaider le cinquième amendement), ou tout simplement To plead the Fifth, signifie « invoquer le cinquième amendement ».
Failed Creation est le premier extrait diffusé de l'album. À sa sortie, sa vidéo obtient une diffusion dans l'émission de télévision musicale consacrée au heavy metal (diffusée par différentes chaînes du réseau MTV) Headbanger's Ball.

## Liste des titres
Toutes les paroles sont écrites par Tommy « Vext » Cummings, toute la musique est composée par Dino Cazares et Tim Yeung, sauf This Threat Is Real, Savior Self et Rise of the Scorned composés par Dino Cazares et Nicholas Barker.
| 1.    | Bleed the Fifth                                                                    | 3:06 |
| 2.    | Failed Creation                                                                    | 3:37 |
| 3.    | This Threat Is Real                                                                | 4:23 |
| 4.    | Impossible Is Nothing                                                              | 3:56 |
| 5.    | Savior Self                                                                        | 3:18 |
| 6.    | Rise of the Scorned (feat. Tony Campos, Nicholas Barker, Logan Mader & Marc Rizzo) | 4:55 |
| 7.    | False Gospel                                                                       | 3:20 |
| 8.    | Soul Decoded (Now and Forever)                                                     | 4:02 |
| 9.    | Royal Blood Heresy (feat. Logan Mader)                                             | 4:43 |
| 10.   | Closure (feat. Tony Campos & Logan Mader)                                          | 3:34 |
| 38:53 |                                                                                    |      |

| Titre bonus - Édition japonaise (Roadrunner Records, 5 septembre 2007) | Titre bonus - Édition japonaise (Roadrunner Records, 5 septembre 2007) | Titre bonus - Édition japonaise (Roadrunner Records, 5 septembre 2007) | Titre bonus - Édition japonaise (Roadrunner Records, 5 septembre 2007) | Titre bonus - Édition japonaise (Roadrunner Records, 5 septembre 2007) | Titre bonus - Édition japonaise (Roadrunner Records, 5 septembre 2007) | Titre bonus - Édition japonaise (Roadrunner Records, 5 septembre 2007) | Titre bonus - Édition japonaise (Roadrunner Records, 5 septembre 2007) | Titre bonus - Édition japonaise (Roadrunner Records, 5 septembre 2007) | Titre bonus - Édition japonaise (Roadrunner Records, 5 septembre 2007) |
| No                                                                     | Titre                                                                  | Durée                                                                  |                                                                        |                                                                        |                                                                        |                                                                        |                                                                        |                                                                        |                                                                        |
| ---------------------------------------------------------------------- | ---------------------------------------------------------------------- | ---------------------------------------------------------------------- | ---------------------------------------------------------------------- | ---------------------------------------------------------------------- | ---------------------------------------------------------------------- | ---------------------------------------------------------------------- | ---------------------------------------------------------------------- | ---------------------------------------------------------------------- | ---------------------------------------------------------------------- |
| 11.                                                                    | Purity Defiled                                                         | 3:32                                                                   |                                                                        |                                                                        |                                                                        |                                                                        |                                                                        |                                                                        |                                                                        |
| 42:28                                                                  |                                                                        |                                                                        |                                                                        |                                                                        |                                                                        |                                                                        |                                                                        |                                                                        |                                                                        |

## Crédits
| - Tommy « Vext » Cummings : chant (principal) - Dino Cazares : guitares, basse - Tim Yeung : batterie Invités - Tony Campos : basse sur Rise of the Scorned et Closure - Nicholas Barker : batterie sur Rise of the Scorned - Logan Mader : guitares sur Rise of the Scorned, Royal Blood Heresy et Closure - Marc Rizzo : guitares sur Rise of the Scorned | - Production, enregistrement, ingénierie, mastering : Dirty Icon Productions (Logan Mader et Lucas Banker) - Co-production : Divine Heresy - Mixage : Dirty Icon Productions, Divine Heresy - Arrangements (additionnel) : John Sankey - Programmation (Pro Tools, additionnel) : Mike Rashmawi - Artwork : Joachim Luetke - Photographie : Travis Shinn |